# Froyla Tzalam
Froyla Tzalam – belizeńska antropolog i polityk, gubernator generalna Belize od 27 maja 2021. Jest pierwszą gubernator generalną w historii Commonwealth realm pochodzenia indiańskiego.